# Геронтій Кикодзе
Геронтій Кікодзе (груз. გერონტი დიმიტრის ძე ქიქოძე; 1886, Бахві, Кавказьке намісництво — 1 серпня 1960) — грузинський політик, письменник, критик, історик літератури, перекладач і громадський діяч. Член Установчих зборів Грузії (1918–1921).

## Біографія
Закінчив двокласне сільське училище. Середню освіту здобув у Кутаїсі. Ще у школі брав участь у випуску рукописного журналу, у старших класах разом із товаришами — у роботі соціал-демократичних гуртків.
1903 вирушив до Європи. Вивчав філософію в Лейпцизькому та Бернському університетах, періодично повертаючись до Грузії.
Публікувався з 1905, перші статті у грузинському журналі «Мозгаурі» («Мандрівник»).
Дотримувався лівих суспільно-політичних поглядів, які висловлював публічно та був двічі репресований (1905, 1910). Сидів в ув'язненні в Метехському замку.
Один із засновників у 1917 році Національної демократичної партії Грузії та член її центрального комітету. Був членом Національної ради Грузії, 26 травня 1918 року підписав Декларацію незалежності Грузії та Акт незалежності.
1918 року редагував газету «Грузія» — орган НДП. В 1919 був обраний членом установчих зборів за списком НДП, був секретарем Комісії з мистецтва. 21 травня 1919 року залишив партію та став незалежним депутатом.
Якийсь час входив до керівництва Наркомату землеробства, заступник народного комісара (1921—1922), 1924—1926 роках — редактор газети.
Викладав у Тбіліському університеті історію західноєвропейської літератури.
У 1928 увійшов до літературної групи «Аріфіоні».
Виступав як критик, мистецтвознавець та мемуарист. Автор робіт: «Статті про мистецтво» (1936), «Історія грузинської літератури» (1947), «Спогади, промови, листи» (1956), «Етюди та портрети» (1958). Переклав грузинською мовою твори Бальзака, Стендаля, П. Меріме, А. А. Доде, А. А. Франса та ін.

## Пам'ять
Ім'ям Геронтія Кікодзе названо вулицю в Тбілісі (район Сололакі).